# Larry Hurtado
Larry Weir Hurtado, FRSE (Kansas City (Missouri), 29 december 1943 - Edinburgh, 25 november 2019) was een Amerikaans theoloog (nieuwtestamenticus), classicus en historicus. Hij was ook een predikant.

## Biografie
Afkomstig uit Kansas City (Missouri), studeerde hij Bijbelwetenschappen aan de Central Bible College in Springfield (Missouri) (B.A., 1965) en Trinity Evangelical Divinity School in Deerfield (Illinois) (M.A., 1967). In 1973 behaalde hij zijn doctoraatstitel (PhD) aan de Case Western Reserve University School. Hierna doceerde hij aan Regent College, Universiteit van Brits-Columbia en University of Manitoba in Winnipeg. Aan deze laatste universiteit was hij van 1988 tot 1996 was hij hoogleraar.
Hurtado werd in 1996 hoogleraar in het Nieuwe Testament aan de Universiteit van Edinburgh. In 1997 richtte hij aldaar het Centre for the Study of Christian Origins op. In 2008 ging hij met emeritaat.
Hij publiceerde veelvuldig over de eerste eeuwen van het Christendom, de verhouding tussen Jezus Christus en God de Vader en de tekstkritiek. Hij was een aanhanger van de zogeheten "hoge Christologie" waarin wordt uitgegaan dat reeds in de oudste delen van het Nieuwe Testament Jezus als de Zoon van God wordt beschouwd. Een zogenaamde "lage Christologie" gaat ervan uit dat Jezus in de oudste delen van het Nieuwe Testament werd beschouwd als een geïnspireerde rabbi. Vermeldenswaardige boeken van de hand van Hurtado waarin de "hoge Christologie" wordt bepleit zijn One God, One Lord: Early Christian Devotion and Ancient Jewish Monotheism (1988) en zijn belangrijkste publicatie Lord Jesus Christ: Devotion to Jesus in Earliest Christianity. Hij ziet een zekere continuïteit van de Jezus als de Zoon van God in het Nieuwe Testament en de latere Christologische ontwikkelingen. Hij wijst de gedachte, als zou Jezus zichzelf als God in de ontologische zin hebben beschouwd echter van de hand: zij gaat echter terug op de oergemeente.
Hurtado was een Fellow of the Royal Society of Edinburgh en was sinds 1984 lid van het Studiorum Novi Testamenti Societas.
Larry Hurtado overleed op 25 november 2019 aan de gevolgen van kanker.

## Boeken (selectie)
- God in New Testament Theology (Nashville: Abingdon Press, 2010) ISBN 978-0-687-46545-3
- The Earliest Christian Artifacts: Manuscripts and Christian Origins (Grand Rapids: Eerdmans, 2006)
- The Freer biblical manuscripts: fresh studies of an American treasure trove (2006)
- How on Earth did Jesus Become a God? Historical Questions about Earliest Devotion to Jesus (Grand Rapids: Eerdmans, 2005) ISBN 0-8028-2861-2
- Lord Jesus Christ: Devotion to Jesus in Earliest Christianity (Grand Rapids: Eerdmans, 2003)
- « Homage to the Historical Jesus and Early Christian Devotion », Journal for the Study of the Historical Jesus 1/2 (2003), pp. 131–46.
- At the Origins of Christian Worship: The Context and Character of Earliest Christian Devotion, the 1999 Didsbury Lectures (Carlisle: Paternoster Press, 1999; Grand Rapids: Eerdmans, 2000)
- « Mark », New International Biblical Commentary (Peabody, MA:  Hendrickson Publishers, 1990) ISBN 0-943575-16-8
- One God, One Lord:  Early Christian Devotion and Ancient Jewish Monotheism (Fortress Press, 1988; 2 edition T&T Clark, 1998) ISBN 0-567-08987-8
- Text-Critical Methodology and the Pre-Caesarean Text:  Codex W in the Gospel of Mark (Grand Rapids: Eerdmans, 1981).